# Albert Edward Whitford
Albert Edward Whitford (Milton, 22 ottobre 1905 – Madison, 28 marzo 2002) è stato un astronomo statunitense.
Dopo aver frequentato il Milton College, riceve il Doctor of Philosophy all'Università del Wisconsin-Madison. Dal 1948 al 1958 è stato direttore del Washburn Observatory e dal 1958 al 1968 dell'Osservatorio Lick.
È ricordato come pioniere nell'utilizzo in astronomia della fotometria.

## Onorificenze
- Henry Norris Russell Lectureship (1986)
- Bruce Medal (1996)

| Controllo di autorità | VIAF (EN) 169244147 · ISNI (EN) 0000 0001 1822 6719 · SBN CUBV153737 · LCCN (EN) n2011017568 |